# 彼得羅阿薩鄉 (蒂米什縣)
45°50′00″N 22°24′00″E / 45.8333°N 22.4°E
彼得羅阿薩鄉（羅馬尼亞語：Comuna Pietroasa, Timiș），是羅馬尼亞的鄉份，位於該國西部，由蒂米什縣負責管轄，面積156平方公里，海拔高度252米，2002年人口1,107，人口密度每平方公里7人。